# 李朋 (1919年)
李朋（1919年—1950年9月6日），河北省天津市人，西南聯大歷史系畢業，曾任飛虎隊翻譯，亦擔任過紐約時報、中央社、塔斯社記者，中華民國台灣省政府秘書。1950年2月破獲汪聲和蘇聯間諜案，李朋因與其關係密切遭循線逮捕，1950年9月6日槍決於台北馬場町。

## 生平
1919年生於河北省天津市，西南聯大歷史系畢業，抗戰期間曾擔任美軍翻譯，後擔任過紐約時報記者，中央社記者及採訪主任，據新聞界前輩龔選舞的口述歷史，曾提及過有關李朋採訪李宗仁，當時在傅作義處，由於李宗仁以眼疾為由拒絕接受採訪，當時中央社記者李朋憤而離席，還帶走時多位記者一同離席抗議，之後李宗仁部參謀邀約記者聚餐說明，李朋將請柬當場撕碎。
國共內戰期間，李朋遭中央社解雇，轉任塔斯社記者，受俄國情報單位指示前往台灣與汪聲和接觸蒐集傳遞情報，1949年11月李朋赴台進入中華民國台灣省政府秘書處工作，透過過去認識南京金陵女大的黃玨得以前往屏東及孫立人部鳳山軍區採訪，蒐集情報提供汪聲和透過地下電台與海參崴方面聯繫。
汪聲和為中共董必武於空軍發展的組織成員，由陳甫子吸收之歐亞航空無線電計師，1949年上海解放前夕，汪聲和受中共指示赴台從事地下活動，汪聲和偕裴俊一同前往台灣，來台後汪聲和負責聯繫省政府新聞處秘書李朋，並建立電台傳送情報給蘇聯國家政治保安部，1949年5月汪聲和與蘇聯通訊時遭情治單位破獲，根據當時偵破的情治人員魏大銘回憶——「1950年2月，他所轄的部門從電訊監察上查獲廈門街133巷附近有一電波很強的秘密電台。鎖定目標後他們以分區停電、查戶口、修理水電、防空演習等借口入室查看，並無所獲。最後魏大銘親自出馬，重點搜查其中一戶。從天花板、牆壁、地板逐一搜查竟無法察覺出半點疑竇，就在要放棄搜查之時，魏大銘突然發覺小客廳中一小圓桌的柱腳特別粗大，顯然有點可疑，當即下令打開，查獲強力收發報機。」
汪聲和落網後，情治單位循線逮捕李朋及其擔任護士工作的女友廖鳳娥，即蘇聯國家政治保安部（GPU）潛台間諜汪聲和、李朋等案。此案牽連多人，許多人在不知情的情況下提供了軍事機密，都遭到判刑。如廖鳳娥的弟弟廖乾元在海軍服役，無意間將海軍太字號軍艦與美將援華軍艦數量提供給了姊姊，虞文將高雄港為美軍基地等情報透露給汪聲和，而孫立人將軍的秘書黃玨、黃正姊妹也因為李朋的關係遭判十年徒刑。中共中央社會部台灣工作站組織成員梁鍾濬負責策反孫立人，在自白書中曾提及李朋落網後，張光濤與宋志斌連夜南下至屏東將部分孫司令某項計畫方案銷毀。1950年7月汪聲和與妻子裴俊、李朋及其女友廖鳳娥以叛亂罪遭判處死刑，1950年9月6日槍決於台北馬場町。
此案中，李朋與汪聲和為蘇聯國家政治保安部蒐集情報，使犯案層級提升為國際問題，於1950年在聯合國向蘇聯提出抗議，隨著美國麥卡錫主義的興起，臺灣方面藉此事件於1952年提出控蘇案。